# Josef Slavík

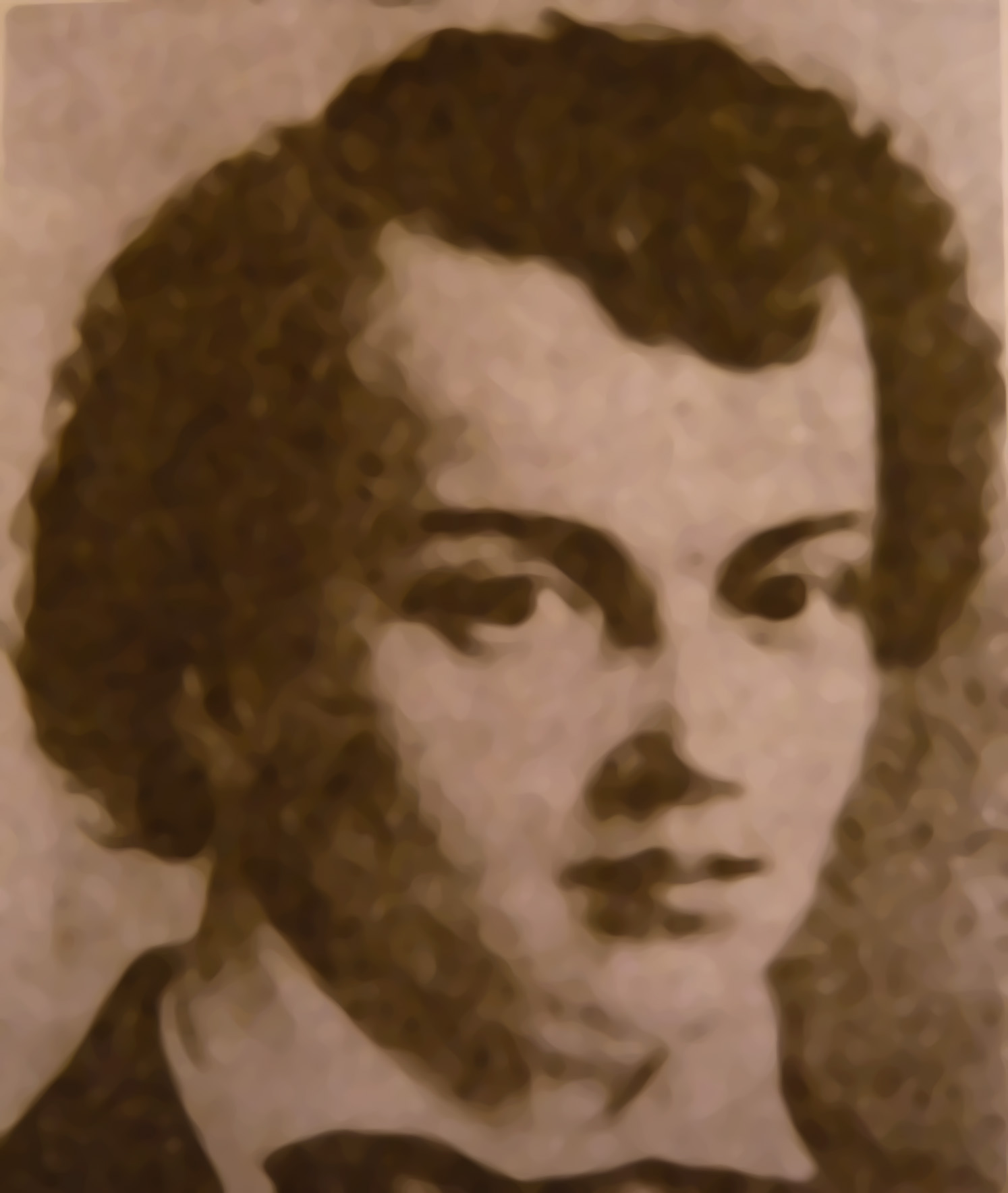
Ritratto di Josef Slavík

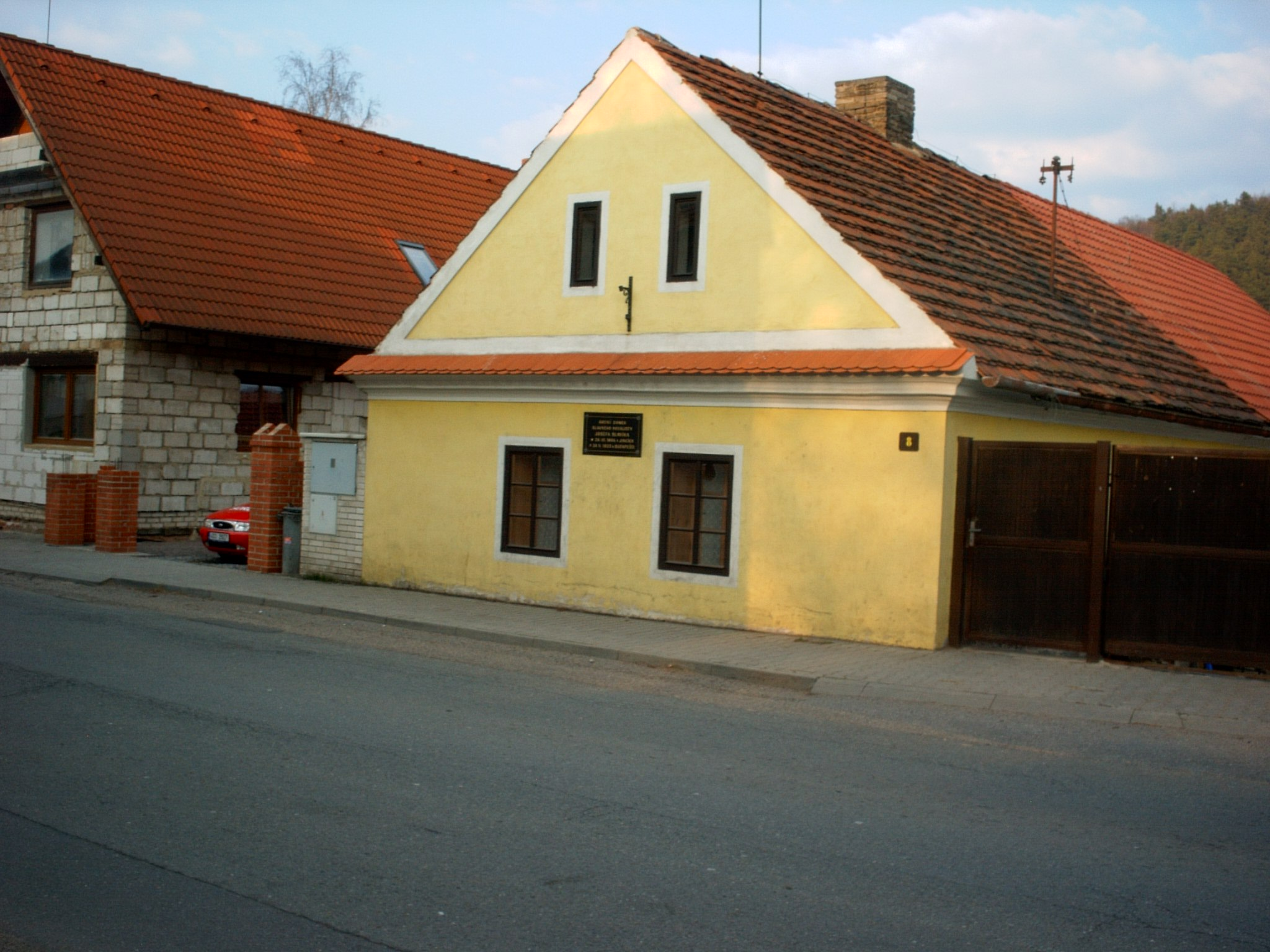
Casa natale di Josef Slavík a Jince

Josef Slavík (Jince, 26 marzo 1806 – Pest, 30 maggio 1833) è stato un violinista e compositore boemo.

## Biografia
Josef Slavík era figlio del maestro di cappella Antonín Slavík che iniziò ad insegnargli il violino all’età di quattro anni. Nel 1816, il conte Eugen von Würben, aristocratico e filantropo, riconobbe il talento del ragazzo e il 1º novembre dello stesso anno Slavík fu ammesso al Conservatorio di Praga, diventando allievo di Friedrich Wilhelm Pixis (violino) e di Friedrich Dionys Weber (teoria musicale e composizione). All’età di 14 anni, Slavík iniziò le sue prime composizioni e completò i suoi studi nel 1823. A 17 anni Slavík divenne violinista nell’orchestra del Teatro delle Estati di Praga. Il lavoro come musicista d’orchestra non lo soddisfò e nel 1824 tornò a Hořovice, dove suo padre insegnava dal 1816, e lavorò all'Accademia di beneficenza.
Nel 1825 diede un concerto nella Redoutensaal di Praga, eseguendo per la prima volta il suo Concerto n. 1 in fa diesis minore. Successivamente diede concerti a Karlovy Vary, Praga e Teplice. Nel 1826 Slavík diede un concerto al Musikverein di Vienna e fu acclamato dalla critica come il "successore" di Paganini. Il celebre violinista e compositore austriaco Josef Mayseder lo definì un secondo Lipinski. Slavík ricevette a Vienna il titolo di virtuoso da camera e intraprese tournée di concerti in tutta Europa. Franz Schubert compose per Slavík (e per il pianista Karl Maria von Bocklet) il Rondò in si minore, D 895 (1826), e la Fantasia in do maggiore, D 934 (1827). Nel 1828 visse a Parigi per poco meno di un anno dove riuscì ad affermarsi con successo. Dopo il suo ritorno a Vienna, Slavík divenne solista dell’Orchestra di corte imperiale. Frédéric Chopin ascoltò Slavík a Vienna nel 1830 in diverse occasioni: 
Nel 1830 tornò in Boemia e diede concerti a Teplice, Horschowitz e Praga. Nel 1833 Slavík durante una tournée in Ungheria, si recò a Budapest per un concerto, ma si ammalò e morì a soli 27 anni.

## Composizioni
- Variazioni in mi minore (1820)
- Concerto n. 1 per violino in fa diesis minore (1823) (perduto)
- Capriccio in re maggiore (1824)
- Grand-potpourri (1825)
- Rondino per violino e pianoforte (1826)
- Concerto n. 2 per violino in la minore (1827)
- Polonaise per pianoforte in re maggiore (1828)
- Variazioni sulla corda di sol per violino e pianoforte su Il Pirata di Bellini (1832)